# Campeonato Mundial de Esquí Nórdico de 2029
El LVIII Campeonato Mundial de Esquí Nórdico se celebrará en la localidad de Lahti (Finlandia) en el año 2029 bajo la organización de la Federación Internacional de Esquí (FIS) y la Federación Finlandesa de Esquí.